# Meudang Ara (Nurussalam)
Meudang Ara is een bestuurslaag in het regentschap Aceh Timur van de provincie Atjeh, Indonesië. Meudang Ara telt 660 inwoners (volkstelling 2010).